# 西ノ森
西ノ森（にしのもり）は、秋田県鹿角市にある標高756mの山である。

## 概要
田代川（米代川水系支流大湯川支流大清水川支流）流域に位置する。この山や東ノ森のある高原台地は標高500mを越え、一帯を田代平（たしろたい）といい、開拓による牧場群が広がっている。山の北側には、数基の風力発電装置が設置されている。

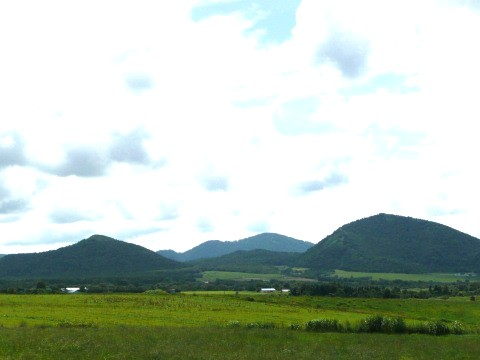
東ノ森（左）と西ノ森（右）
奥は田子町の雷鉢森

## 近くの山
- 東ノ森
- 田代森